# سمیع‌الله شینواری
سمیع‌الله شینواری (پشتو: سمیع الله شینواری؛ زادهٔ ۳۱ دسامبر ۱۹۸۷) بازیکن کریکت اهل افغانستان است.